# Генофонд
Генофонд — поняття з популяційної генетики, що описує сукупність всіх генних варіацій (алелей) певної популяції. Популяція володіє всіма своїми алелями для оптимального пристосування до умов навколишнього середовища.
Якщо до певного гену у всій популяції існує лише один алель, то популяція по відношенню до цього гену називається мономорфною. При наявності декількох різних версій гену в популяції, вона вважається поліморфною. При сильному інбрідінгу часто виникають мономорфні популяції лише з однією версією гену.
Одним із показників обсягу генофонду є ефективна величина популяції, скорочено {\displaystyle N_{e}}. У популяції з диплоїдним набором хромосом може бути максимально удвічі більше алелей одного гена, ніж індивідів, тобто {\displaystyle N_{e}\leq \ 2*N} (чисельності популяції). При цьому не враховуються статеві хромосоми. Алелей всієї популяції в ідеальному випадку розподілені за законом Харді—Вайнберга.
Великий генофонд з безліччю різних варіантів окремих генів веде до кращого пристосування потомства до мінливого навколишнього середовища. Різноманітність алелей дозволяє пристосуватися до змін значно швидше, якщо відповідні алелі вже є в наявності, ніж якщо вони повинні з'явитися внаслідок мутацій. Однак, в незмінному навколишньому середовищі, менше число алелей може бути вигіднішим, оскільки при великій кількості алелей можуть виникати їх несприятливі комбінації.

## Генофонд українців
За підсумками досліджень з мтДНК 2017-го близько 25 % українських мітотипів мають схожість з головним кластером розповсюдженим у межах Європи, 18 % є унікальними (автохтонними), 9 % виявляють схожість до поліщуків, 6.7 % спорідненість з фіно-угорцями Північної Європи і близько 2-3.5 %
з кавказцями та західними сибірцями.